# Platycranium pustulosum
Platycranium pustulosum là một loài bọ cánh cứng trong họ Cerambycidae.